# Stensjön (Nora socken, Västmanland)
Stensjön är en sjö i Nora kommun i Västmanland och ingår i Norrströms huvudavrinningsområde. Sjön är 26 meter djup, har en yta på 0,275 kvadratkilometer och befinner sig 206,2 meter över havet. Sjön avvattnas av vattendraget Åsbobergsbäcken (Ringshyttebäcken). Vid provfiske har abborre och gädda fångats i sjön.
Sjön med dess kringområde ingår i naturreservatet Stensjön.

## Delavrinningsområde
Stensjön ingår i det delavrinningsområde (660520-144850) som SMHI kallar för Utloppet av Bälgsjön. Medelhöjden är 201 meter över havet och ytan är 17,59 kvadratkilometer. Det finns inga avrinningsområden uppströms utan avrinningsområdet är högsta punkten. Åsbobergsbäcken (Ringshyttebäcken) som avvattnar avrinningsområdet har biflödesordning 5, vilket innebär att vattnet flödar genom totalt 5 vattendrag innan det når havet efter 235 kilometer. Avrinningsområdet består mestadels av skog (71 procent). Avrinningsområdet har 3,45 kvadratkilometer vattenytor vilket ger det en sjöprocent på 19,6 procent.